# Warcraft III: The Frozen Throne
Warcraft III: The Frozen Throne (укр. Ремесло війни III: Крижаний трон) — офіційне доповнення до відеогри у жанрі RTS Warcraft III: Reign of Chaos, що вийшло у липні 2003 року. Воно надає чотири нові кампанії та різноманітні вдосконалення.

## Ігровий процес
Порівняно з Warcraft III: Reign of Chaos ігровий процес зазнав певних змін. Тепер на своїй базі можна будувати магазин предметів і купувати їх прямо там. Кожна раса має свій унікальний магазин. З'явилася таверна, в якій можна наймати нейтральних героїв. Кожна раса отримала нові юніти і по одному новому герою. Додалися водні юніти та амфібії. Стали доступними раси наг і дренеїв. Змінилися ціни на всі об'єкти в грі: предмети, юнітів, споруди, поліпшення і найманців. Додалися нові типи атаки (магічна, «герой» і т. д.) і захисту («без захисту»). У наступних оновленнях були додані нові нейтральні герої, а також продовження бонусної кампанії за орків. Вдосконалився ігровий редактор World Editor, надавши можливість редагування умінь, вдосконалень та додавання власних об'єктів на карти, окрім різноманітних дрібних змін.

## Сюжет
Жах із глибин (англ. Terror of the Tides) — кампанія Нічних ельфів. Іллідан, Нічний ельф, якого у попередній частині вигнали побратими за те, що він скористався демонічним артефактом заради більшої сили, замислив помститися. Він прикликає на свій бік наг — істот з глибин моря. Ельфа Мев, яка колись ув'язнила Іллідана, вважає за потрібне знову заточити його. Вона розшукує вигнанця в лісах, де той посіяв безумство серед численних жителів, поки не натикається на нагів. Ті повідомляють, що Іллідан вже відплив за море, а щоб за ним не пішла погоня, спалюють кораблі біля берега. Мев рятує кораблі та пливе за втікачем, але потрапляє на острови, яких не було на карті. Це виявляються руїни міста Садаллар, що колись затонуло і тепер знову піднялося з дна моря. Іллідан тим часом добуває на островах артефакт демонів Око Саргереса, який дає нову силу. Ельфи нарешті знаходять його в гробниці Саргереса, але довго блукають тунелями. Нага Вайші розповідає, що наги колись були Нічними ельфами, але через прокляття стали жити у воді. Тепер Іллідан дає можливість їм повернутися. Іллідан отримує артефакт, після чого занурює гробницю назад в море. Мев встигає врятуватися та послати гінця за підмогою.
Друїд Малфуріон та ельфа Тиранда прибувають на допомогу, але Іллідан знову тікає. Тіренд, Малфуріон і Мев пливуть за ним в Лордерон, нині захоплений невмерлими. Там вони зустрічають лідера ельфів крові принца Келя і допомагають йому доставити караван в обмін на військову підтримку. Під Тіренд рушиться міст і вона падає в річку. Мав обманює Мулфаріона, сказавши, що та загинула, аби без зупинок наздогнати Іллідана. В Даларані ельфи хапають Іллідана, на звинувачення його в смерті Тіренд Кель відповідає, що це поспішна думка і так обман Мев розкривається. Іллідан пропонує свою допомогу в її пошуках та згадує Крижаний Трон, з якого правлять невмерлими, проти якої він і використовував Око Саргереса. Друїд погоджується, незабаром наги знаходять Тіренд. Іллідан рятує її від орд невмерлих і приводить до Мулфаріона. За це він прощає його, замінивши попередній смертний вирок на нове вигнання. Іллідан відкриває портал і йде разом з нагами. В останній момент за ним в портал проходять Мев та її воїни, не готові змиритися з рішенням друїда.
Прокляття ельфів крові (англ. Curse of the Blood Elves) — кампанія Альянсу, де гра ведеться за ельфів крові (Месників). Принц ельфів кровіКель'тас (англ. Kael'thas, Кель) прибуває до Лорда Гарітоса (англ. Lord Garithos), нинішнього головнокомандувача армії Лордерону. Гарітос доручає Келю полагодити обсерваторії, щоб стежити за місцевістю. Для виконання поставленого завдання Кель використовує допомогу нагів. Гарітос, дізнавшись про співпрацю з нагами, наступного дня залишає Ельфа воювати практично без війська. Наги на чолі з Ваш (англ. Vashj) знову приходять допомогти і об'єднані війська долають невмерлих, що нападає зі всіх сторін. Гарітос кидає Келя і його воїнів до в'язниці, де не діє магія, перед тим як стратити за зраду. Ваш звільняє їх і ельфи з нагами тікають через магічний портал, що веде в Дренор, похмурий світ, куди раніше пішов Іллідан.
Його знаходять у клітці під охороною нічних ельфів на чолі з Мев. Разом з нагами Кель визволяє Іллідана і присягає йому на вірність в обмін на втамування жаги магії. Іллідан розповідає як уклав угоду з демоном Кіл'Джеденом та повинен був зруйнувати для нього Крижаний Трон. Він закриває ворота Нер'Зула, звідки все ще прибувають демони, і бере штурмом Темну Цитадель, де захоплює в полон демона Магерідона і стає правителем замість нього. Кіл'Джеден невдоволений діями Іллідана, звинувачуючи його у втечі, але, почувши виправдання, що це було зроблено для збору армії, дає йому ще один шанс на знищення Крижаного Трону. Кель, Іллідан та Вайшї вирушають на виконання завдання Кіл'Джедена.
Спадок Проклятих (англ. Legacy of the Damned) — кампанія невмерлих. Невмерлими правлять троє демонів Бальназар, Детерок і Варіматас. Прибуває Лицар Смерті Артес і нагадує, що Палкий Легіон давно розбитий і з наставництвом Кел'Тузеда та з допомогою Сільвани повертає собі колишню владу. Артес бачить видіння, де Повелитель Темряви Нер'Зул каже йому, що слабне, як і Артес. Він доручає Лицареві Смерті поплисти в Нортренд і врятувати його. Артес втрачає контроль над невмерлими, в тому числі і Сільваною, поневоленою ним ельфинею. Скориставшись слабкістю Артеса, Сільвана влаштовує засідку і намагається вбити його отруєною стрілою, але тікає через появу Кел'Тузеда з військом, який зцілює Артеса, і той пливе в Нортренд. Тим часом до Сільвани приходять троє демонів, скинутих Артесом і пропонують встати на їхній бік. Сільвана відмовляється і Варіматас нападає на неї, але зазнає поразки та клянеться їй у вірності. Далі ельфиня перемагає і його побратимів, разом з тим воюючи з людьми на чолі з Гарітосом. Тим часом Артес прибуває в Нортренд, де його атакують ельфи крові. Король Мертвих присилає допомогу, попереджаючи, що наги, ельфи та Іллідан прагнуть зруйнувати Крижаний Трон, розташований тут. Анубарак і Артес йдуть коротким шляхом, через підземелля. Обвал розділяє героїв і кожен йде своїм шляхом. Іллідан також вже там. У двобої Артес виграє, після чого, залишивши пораненого Іллідана, піднімається на гору до Крижаного трону, на якому в льоду сидить Нер'Зул. Артес розбиває лід, Нер'Зул вселяється в нього і стає Володарем Темряви.
Заснування Дуротара (англ. The Founding of Durotar) — бонусна кампанія Орди. Орки заснували свою країну, назвавши її Дуротар. Відлюдник Рексар (англ. Rexxar), напіворк-напівогр, знаходить помираючого гінця, який ніс повідомлення для вождя Тралла, і відносить новину за адресою. Тралл в подяку приймає Рексара в себе, але той, не звиклий до життя в поселеннях, вирушає допомагати оркам в різноманітних справах, в тому числі військових. Він шукає союзників проти батька Джайни Праудмур, який порушив перемир'я, і перемагає його. Ставши героєм Орди, Рексар відмовляється від почестей, повернувшись до життя відлюдником, але обіцяє приходити на допомогу як тільки його покличуть.
Вихід орди (англ. Exodus of the Horde) — додаткова кампанія за Орду, розширений варіант демо-версії Reign of Chaos, що міститься в розділі користувацьких кампаній. Тут розказано як група Тралла через шторм висаджується на острові в центрі світу, де зустрічає людей. Далі обом сторонам конфлікту заважають мурлоки та їхня командувачка Морська Відьма. Орда перемагає їх, але гине дружній троль Сенджин, перед смертю застерігши Тралла покинути острів. Потім Орда ремонтує кораблі, а острів іде під воду.

## Оцінки і відгуки
| Агрегатор    | Оцінка  |
| ------------ | ------- |
| GameRankings | 90.98 % |
| Metacritic   | 88/100  |

| Видання                  | Оцінка |
| ------------------------ | ------ |
| 1Up.com                  | A      |
| AllGame                  | [ 7 ]  |
| Computer and Video Games | 8.6/10 |
| Eurogamer                | 10/10  |
| GameRevolution           | B+     |
| GameSpot                 | 9.2/10 |
| GameSpy                  | [ 12 ] |
| IGN                      | 9.0/10 |
| Игромания                | 8.5/10 |
| ЛКИ                      | 91 %   |

Критики зустріли доповнення зі схваленням, The Frozen Throne зібрало 88 балів зі 100 на агрегаторі Metacritic і 90,98 % на Gamerankings.
IGN доповнення було оцінено у 9 балів з 10, загалом відзначивши збереження планки якості, порівняно з оригінальною грою: «Це доповнення робить те, що і повинне робити, воно продовжує життя оригінальної гри, значно розширюючи зміст без урізання кутів історії, озвучування, або представлення».
Gamespy дали грі 4,5 з 5 з вердиктом: «Це надзвичайно цілісне і приємне доповнення від Blizzard. Врахуйте, що ви отримуєте багато геймплею і бойових одиниць, які, як правило, складають цілу гру у деяких розробників, і тоді ціна в $ 35 зробить його ще привабливішим. Честь і слава команді розробників Blizzard за ще одну чудову роботу».

### Нагороди
- Найкраще доповнення (Gamespot)
- Найкраща багатокористувацька гра (Gamespot)
- Найкраща відеогра жанру стратегії (вибір читачів, GameSpot)
- Гра місяця (IGN PC)[18]